# Wojsław (Opole)
Pour les articles homonymes, voir Wojsław.
Wojsław est une localité polonaise du gmina de Grodków, située dans le powiat de Brzeg (voïvodie d'Opole).
En 2021, la localité compte 305 habitants.

## Histoire
De 1742 à 1945, Woisselsdorf fait partie de l'arrondissement de Grottkau dans le district d'Oppeln au sein de la province de Silésie.